# Srbochorvatština
Srbochorvatština nebo zastarale srbocharvátština (српскохрватски/srpskohrvatski, popř. hrvatskosrpski/хрватскосрпски, někdy také psáno se spojovníkem) je jihoslovanský jazyk a primární jazyk Srbska, Chorvatska, Bosny a Hercegoviny a Černé Hory. Jedná se o pluricentrický jazyk se čtyřmi vzájemně srozumitelnými standardními variacemi, konkrétně srbštinou, chorvatštinou, bosenštinou a černohorštinou.
Jihoslovanské jazyky historicky tvořily nářeční kontinuum. Pohnutá historie této oblasti, zejména kvůli expanzi Osmanské říše, vyústila v mozaiku dialektických a náboženských rozdílů. Štokavština se díky migracím obyvatelstva stala nejrozšířenějším naddialektem na západním Balkáně a pronikla směrem na západ do oblasti dříve obsazené čakavštinou a kajkavštinou (která se na severozápadě dále prolínala se slovinštinou). Bosňáci, Chorvati a Srbové se liší náboženstvím a historicky byli často součástí různých kulturních kruhů, ačkoli velká část národů žila vedle sebe pod cizími vládci. Během tohoto období byl jazyk označován pod různými jmény, jako „slovanský“ obecně nebo „srbský“, „chorvatský“ nebo „bosenský“ konkrétně. Klasicizujícím způsobem byl také označován jako „ilyrský“.
Proces jazykové standardizace srbochorvatštiny byl původně zahájen Vídeňskou jazykovou dohodou v polovině 19. století chorvatskými a srbskými spisovateli a filology, desetiletí před vznikem Jugoslávie. Od samého počátku existovaly mírně odlišné spisovné srbské a chorvatské normy, ačkoli obě byly založeny na stejném dialektu štokavštiny - východohercegovinském dialektu. Ve 20. století sloužila srbochorvatština jako lingua franca Jugoslávie a byla jediným oficiálním jazykem v Království Jugoslávie (když se nazývala „srbo-chorvato-slovinština“), a poté oficiálním jazykem čtyř ze šesti republik Socialistické federativní Jugoslávie. Rozpad Jugoslávie ovlivnil jazykové postoje, takže sociální pojetí jazyka se oddělilo podél etnických a politických linií. Od rozpadu Jugoslávie byla bosenština rovněž zavedena jako oficiální standard v Bosně a Hercegovině a probíhá hnutí za kodifikaci samostatného černohorského standardu.
Stejně jako ostatní jihoslovanské jazyky má srbochorvatština jednoduchou fonologii s běžným systémem pěti samohlásek a dvaceti pěti souhláskami. Její gramatika se vyvinula z obyčejné slovanské, se složitým ohýbáním, zachování sedmi gramatických pádů v podstatných jménech, zájmenech a přídavných jménech. Slovesa vykazují nedokonavý nebo dokonavý aspekt se středně složitým časovým systémem. Srbochorvatština je pro-drop jazyk s flexibilním slovosledem, přičemž podmět–sloveso–předmět je výchozí. Může být psán buď v lokalizovaných variantách latinky (Chorvatská abeceda, černohorská abeceda) nebo cyrilice (srbská cyrilice, černohorská cyrilice) a pravopis je ve všech normách vysoce fonematický. Navzdory mnoha lingvistickým podobnostem jsou znaky, které oddělují všechny standardizované variety, jasně identifikovatelné, i když tyto rozdíly jsou považovány za minimální.

## Charakteristika
Charakter tohoto jazyka je v souladu se sociolingvistickou klasifikací polycentrický (či pluricentrický). Situace srbochorvatštiny se tak srovnává se situací angličtiny, němčiny, španělštiny, portugalštiny, francouzštiny – což jsou polycentrické standardní jazyky, kterými se hovoří ve více státech.

## Rozšíření

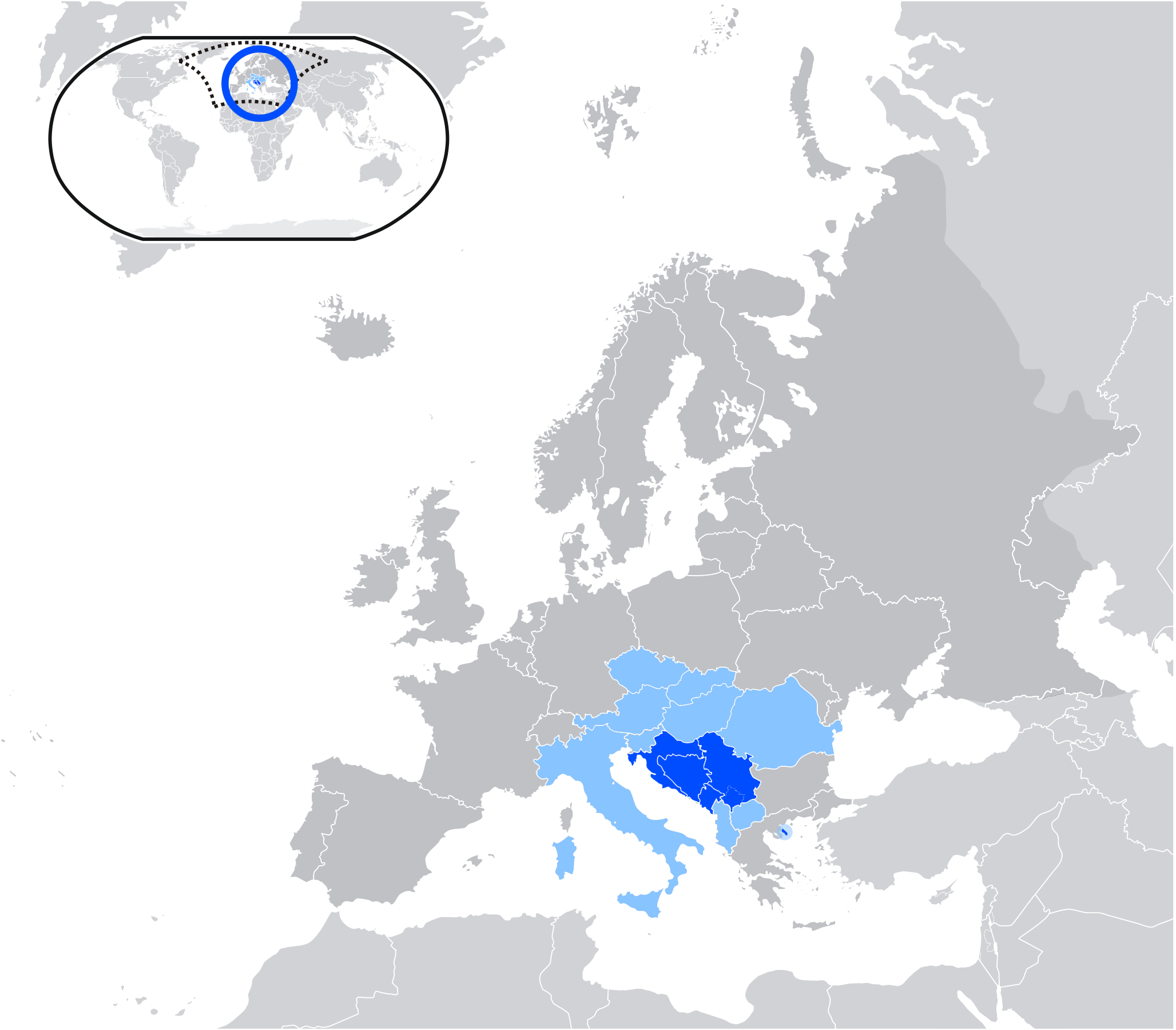
Země, kde je úředním jazykem standardní forma srbochorvatštiny
Země, kde je jedna nebo více forem označeno jako menšinový jazyk

Z nástupnických států bývalé Jugoslávie jsou následnické jazyky srbochorvatštiny (chorvatština, srbština, bosenština a černohorština) úředními jazyky v Srbsku, Černé Hoře, Bosně a Hercegovině a Chorvatsku. Přibližně 19 milionů lidí deklaruje svůj rodný jazyk buď jako „bosenský“, „chorvatský“, „srbský“, „černohorský“ nebo „srbochorvatský“. 
Srbsky mluví 10 milionů lidí po celém světě, většinou v Srbsku (7,8 milionu), Bosně a Hercegovině (1,2 milionu) a Černé Hoře (300 000). Kromě toho se srbské menšiny nacházejí v Kosovu, Severní Makedonii a Rumunsku. V Srbsku je asi 760 000 lidí, kteří mluví srbštinou jako druhým jazykem, včetně Maďarů ve Vojvodině a odhadovaných 400 000 Romů. V Kosovu srbsky mluví členové srbské menšiny, která se pohybuje mezi 70 000 a 100 000 obyvateli. Znalost srbštiny kosovskými Albánci se liší v závislosti na věku a vzdělání a přesná čísla nejsou k dispozici.
Chorvatsky mluví 6,8 milionu lidí na světě, včetně 4,1 milionu v Chorvatsku a 600 000 v Bosně a Hercegovině. Malá chorvatská menšina, která žije v Itálii, známá jako Moliští Chorvati,zachovává stopy chorvatštiny. V Chorvatsku jej jako druhý jazyk používá 170 000, většinou Italů a Maďarů.
Bosensky mluví celosvětově 2,7 milionu lidí, především Bosňáků, včetně 2,0 milionu v Bosně a Hercegovině, 200 000 v Srbsku a 40 000 v Černé Hoře.
Černohorsky mluví na celém světě 300 000 lidí. Pojem černohorštiny jako samostatného standardu od srbštiny je relativně nedávný. Při sčítání lidu v roce 2011 asi 229 251 Černohorců z 620 000 v zemi prohlásilo černohorštinu za svůj rodný jazyk. Toto číslo se pravděpodobně zvýší kvůli nezávislosti země a silné institucionální podpoře černohorského jazyka.
Srbochorvatština je také druhým jazykem mnoha Slovinců a Makedonců (jejichž jazyky se od srbochorvatštiny liší mnohem více než jen názvem), zejména těch, kteří se narodili v době Jugoslávie. Podle sčítání lidu z roku 2002 má srbochorvatština a její varianty největší počet mluvčích menšinových jazyků ve Slovinsku.
Mimo Balkán žije více než dva miliony rodilých mluvčích tohoto jazyka (jazyků), zejména v zemích, které jsou častým cílem imigrace, jako je Austrálie, Rakousko, Brazílie, Kanada, Chile, Německo, Maďarsko, Itálie, Švédsko a Spojené státy.

## Dialekty
Základní dělení je podle výslovnosti zájmena co, podrobnější je podle výslovnosti praslovanského jat (v závorkách je srbochorvatské pojmenování, použité na mapě):
- štokavština (štokavci) – nejrozšířenější nářečí v Srbsku, Chorvatsku, Bosně a Hercegovině i Černé Hoře:
  - ekavština (ekavci) – úřední výslovnost v Srbsku. Jat se vyslovuje jako e/é;
  - jekavština (jekavci) – úřední výslovnost v Chorvatsku. Je převažující výslovnost v Bosně a Hercegovině a Černé Hoře. Jat se vyslovuje jako je/ije/ijé/i;
  - ikavština (ikavci) – nářeční výslovnost v Dalmácii, Istrii, západní Hercegovině a severní Bačce. Jat se vyslovuje jako i.
- kajkavština (kajkavci) – nářeční výslovnost v severním Chorvatsku, v okolí Záhřebu.
- čakavština (čakavci) – nářečí v Dalmácii (na ostrovech) a Istrii.

## Historie a potíže s názvem

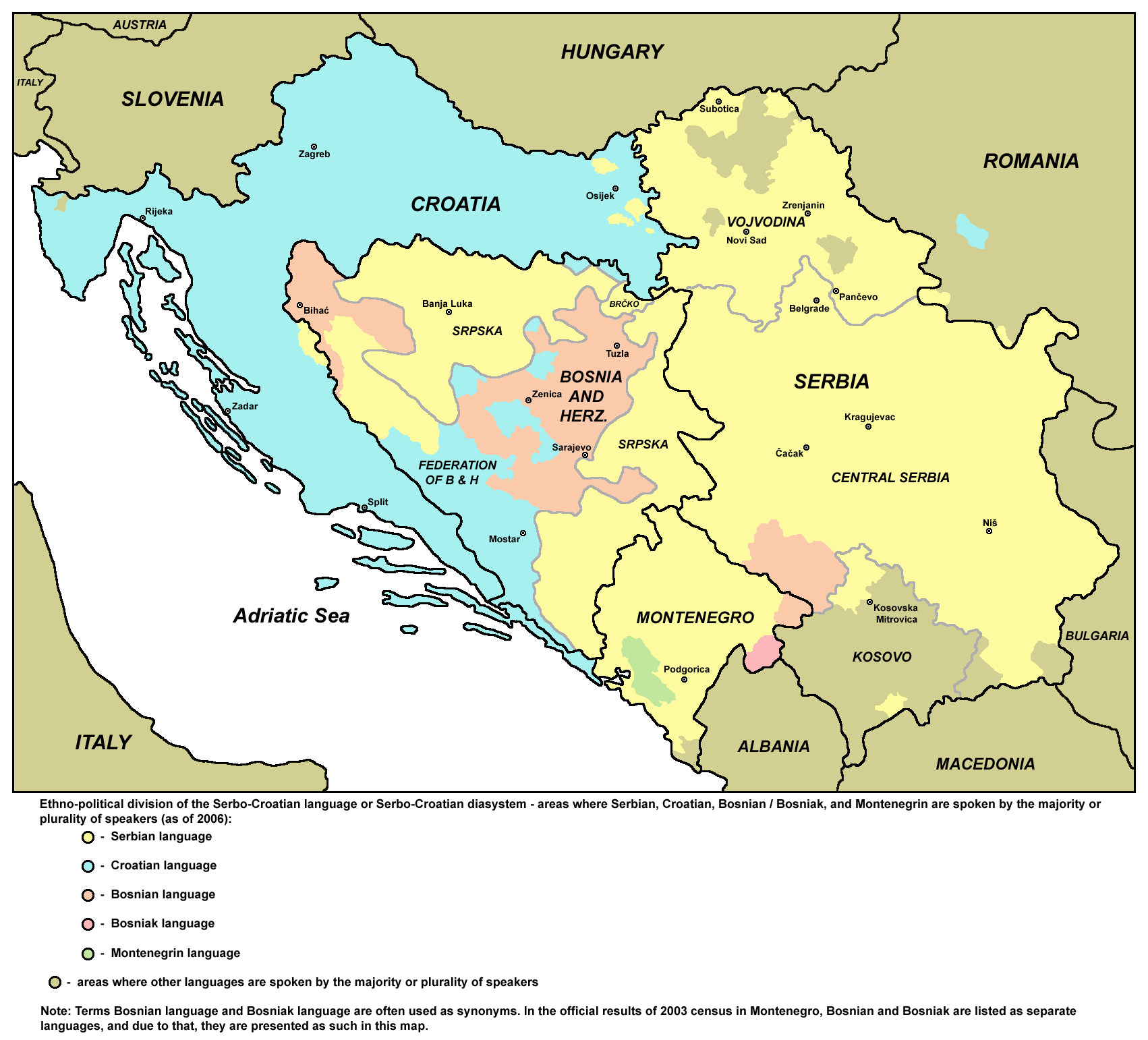
Etnopolitické varianty srbochorvatštiny (2006)

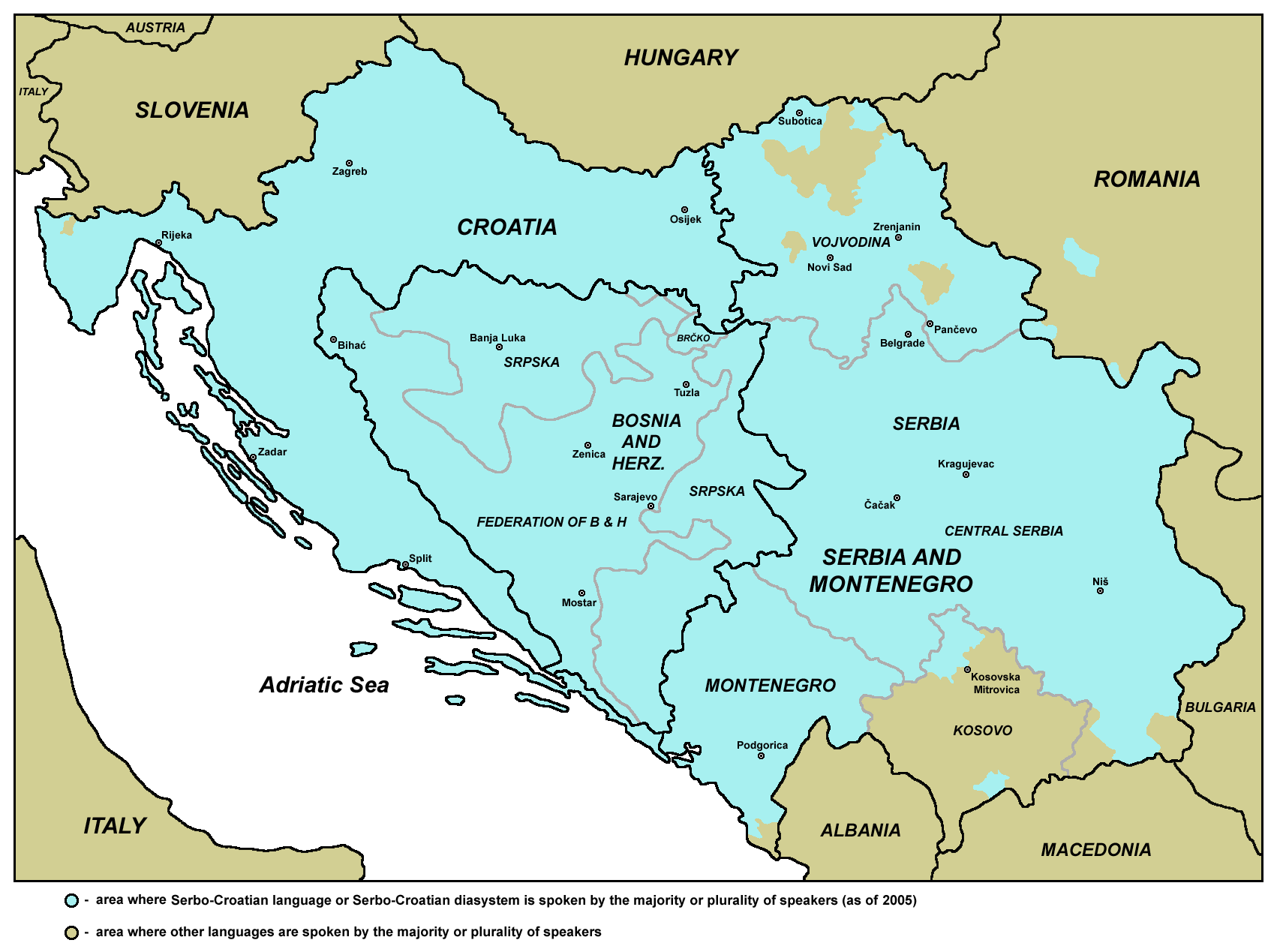
Území, kde hovoří srbochorvatsky nadpoloviční většina obyvatel

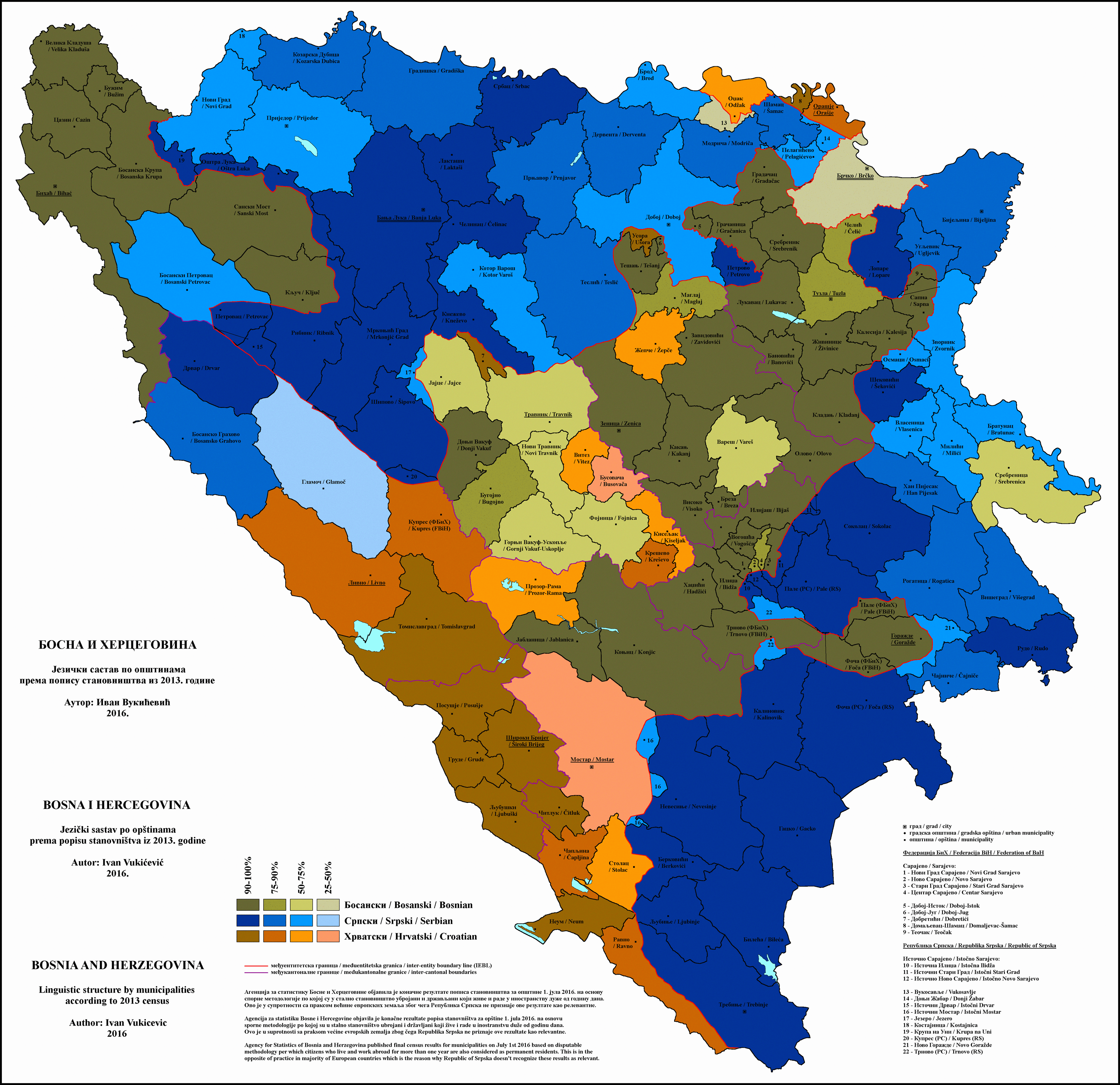
Rozšíření jazyků v Bosně a Hercegovině podle sčítání lidu z roku 2013

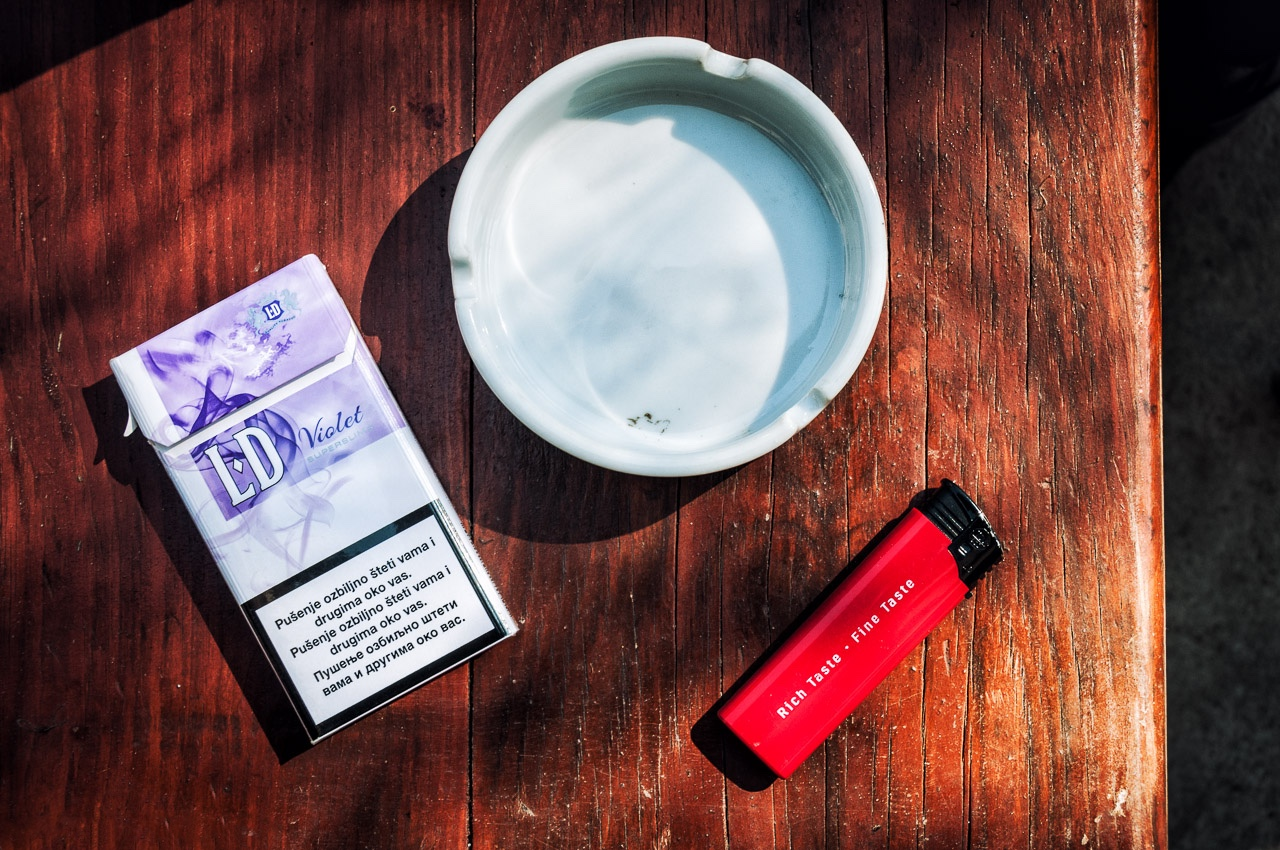
Krabička cigaret s nápisem v bosenštině, chorvatštině a srbštině. Jsou naprosto shodné, jen srbština je zapsána cyrilicí.

Nejstarší památky jsou ze 12. století v tzv. chorvatské redakci církevní staroslověnštiny. Literatura 15. až 17. století je psána v místních nářečích, spisovný jazyk ještě nebyl ustálen. Díla z té doby pocházejí zejména z Dalmácie.
V 19. století vznikly reformou Ljudevita Gaje a Vuka Karadžiće dvě spisovné verze jazyka, vzájemně si velmi blízké. Obě vycházejí ze štokavského nářečí a práce Vuka Karadžiće, který tímto skoncoval se slavenosrbským jazykem a pozdní formou staroslověnštiny. V roce 1850 bylo na jednání ve Vídni mezi srbskými a chorvatskými filology dohodnuto, že se jihoslovanské jazyky západní části „sblíží, upraví a sjednotí“. Dohoda vznikla v obecně nadšené atmosféře jihoslovanské jednoty; nový standard měl podpořit jednotu v literární tvorbě podle hesla „jeden lid potřebuje mít jedno písemnictví“, či „ať je písemnictví různorodé nejen podle písma, či jazyka“. Lidová mluva původem z oblasti Hercegoviny (ijekavská štokavština) tak byla přijata za standard (dílem z důvodu největšího počtu mluvčích, dílem z důvodu slavné tradice literatury Dubrovnické republiky a dílem proto, že se jednalo o dialekt přesně uprostřed srbochorvatského jazykového prostoru).
Myšlenka společného jazyka byla spjata hlavně s panslovanskými idejemi, které byly aktuální v 19. století a během budování první Jugoslávie. Jakmile došlo k druhé světové válce, byl ve fašistickém Chorvatsku, zaveden zvlášť chorvatský jazyk, který se ovšem vyznačoval extrémním purismem a brusičstvím. Byla nahrazena řada slov, a to nejen těch srbského původu, ale i internacionalismů. K obnovení původního stavu došlo po vytvoření druhé Jugoslávie a úpravou celé jazykové záležitosti v roce 1954 novou dohodou podepsanou v Novém Sadu.
Nedlouho poté tak začala práce na nových slovnících a jazykových příručkách. Uvolněné prostředí 60. a 70. let ovšem přineslo nejen změnu ve společnosti, ale také nárůst národně laděných nálad, především v Chorvatsku (tzv. Chorvatské jaro). Během té se objevil požadavek, že má-li každý člověk jako základní lidské právo právo na svůj jazyk, měli by i Chorvaté mít vlastní jazyk. Hlavní politickou silou, která budila v Bělehradu u komunistického vedení zděšení, byla Matice chorvatská. Přestože mnohé požadavky hnutí byly nevyslyšeny, došlo v roce 1974 ke změnám v označování jazyka na úrovni jednotlivých republik, takže v některých (například v Bosně a Hercegovině) se název „srbochorvatština“ vůbec neužíval, ale vyučovala se mnohem neutrálněji znějící „standardní jazykový výraz“ (standardni jezički izraz). V Chorvatsku se užívaly různé termíny; „chorvatskosrbský jazyk“, „srbský neboli chorvatský“, „srbský a chorvatský“.
Přestože se lingvisté od počátku dohadovali, zda srbochorvatština je nebo není jeden jazyk, až do 70. let 20. století byla tato myšlenka, byť na domácím poli procházející těžkými zkouškami, v zahraničí přijímána jako fakt. Po národnostních třenicích, které vyvrcholily v 90. letech krvavou občanskou válkou a rozpadem Jugoslávie, se název i odlišnosti obou spisovných norem staly politickým tématem.
Chorvati v Chorvatsku i Bosně nyní označují svůj jazyk za chorvatštinu. Srbové v Srbsku, Černé Hoře i Bosně označují svůj jazyk za srbštinu. Je tu ovšem ještě skupina bosenských muslimů (Bosňáků), pro které není přijatelný ani jeden název. Proto se jejich variantě srbochorvatštiny začalo říkat bosenština. Chorvatští a srbští lingvisté navíc tvrdí, že tento název není adekvátní, protože odkazuje na veškeré obyvatele Bosny, tedy i Chorvaty a Srby. Podle nich by se jazyk bosenských muslimů měl spíše nazývat bosňáčtina. To, že pojem bosenština či bosňáčtina (historicky to přitom byla synonyma) vznikl až když se „jinam nevešli“, je vlastně paradox. Bosna leží uprostřed mezi Chorvatskem a Srbskem nejen geograficky, ale i jazykově. Bosňané byli jazykově nejhomogennějšími uživateli srbochorvatštiny[zdroj?], ale v kritickém 19. století si svou verzi jazyka nekodifikovali.
Po rozpadu Jugoslávie se na území srbochorvatštiny osamostatnily čtyři nezávislé spisovné jazyky: srbština, chorvatština, bosenština a černohorština, které získaly postavení úředních jazyků svých zemí. Srbochorvatština naopak svou institucionální oporu ztratila. 
Zastánci srbochorvatštiny mají za to, že Srbové, Chorvati, Bosňané a Černohorci hovoří fakticky jedním jazykem se čtyřmi národními variantami: srbskou, chorvatskou, bosenskou a černohorskou.
Koncem roku 2007 byla v nové ústavě Černé Hory jako úřední řeč deklarována černohorština (místo dřívější srbštiny), čímž se oficiálně stala ještě jedním z jazyků vzniklých na území států používajících dříve srbochorvatštinu.
Protože odlišnosti mezi jeho jednotlivými dialekty jsou menší, než například mezi českým a slovenským jazykem, lze považovat dělení jednotlivých jazyků založených na novoštokavském nářečí tak, jak je tomu dnes, za diskutabilní. Dají se popsat jako rozdíly mezi mluvou v Karlových Varech a Ostravě, anebo mezi německou a rakouskou němčinou. Za rozdělením jazyka na chorvatský a srbský je potřeba vidět spíše politický a nacionalistický motiv. Důkazem může být i fakt, že se i v Česku vydával slovník Česko-srbochorvatský, nikoliv dělený pro každý jazyk zvlášť. Skutečností je ovšem fakt, že takový stav trval pouze do doby rozdělení jugoslávského státu a nyní jsou běžně vydávány slovníky pro oba jazyky odděleně, stejně tak se v dnešní době i odděleně studují.

## Abeceda a výslovnost
Chorvatština používá upravenou latinku, bosenština i srbština se píší jak latinkou, tak cyrilicí (např. v pouličních nápisech v Srbsku drtivě převažuje cyrilice, ale na internetu jsou i srbské stránky většinou psány latinkou). Písmena srbochorvatské abecedy (latinky) a azbuky (cyrilice) se na sebe dají převádět více méně 1:1, na straně latinky za pomoci několika spřežek.
- Chorvatština používá písmena s háčkem, která převzala z češtiny: Č, Š, Ž
- Kromě toho má i měkké Ć (měkčí než Č, převzato z polštiny) a Đ (výslovností někde mezi (českým) Ď a DŽ; někdy se opisuje též jako DJ, ale to způsobuje mnoho nejednoznačností)
- LJ [ľ], NJ [ň] a DŽ jsou spřežky. Projevuje se to na jejich řazení v abecedě (např. LJ je až po LZ), nebo třeba v křížovkách, kde se píší do jednoho okénka. Výjimkou jsou slova, ve kterých se k sobě dostalo D a Ž (L a J, N a J) morfologickými procesy a vyslovuje se jako dva zvuky místo jako jeden. Třeba slovo nadživjeti (předpona nad-). V cyrilici tento problém odpadá, místo „наџивети“ se napíše „надживети“.
- Chorvatské H (a srbské Х) se čte jako české [ch].
- Е se nečte [je], ale [e].
- V srbské cyrilici oproti ruské chybí písmena Ё, Й, Щ, Ъ, Ы, Ь, Э, Ю, Я.
- Navíc jsou písmena Ђ (Đ), Ј (J), Ћ (Ć), Љ (LJ), Њ (NJ), Џ (DŽ).
- J v srbské cyrilici vypadá stejně jako v latince.
- Černohorština má o 2 písmena více: С́ (Ś), З' (Ź).

Chorvatská abeceda vypadá následovně:
| velké: malé:      | A | B | C | Č | Ć | D | DŽ | Đ | E | F | G | H | I | J | K | L | LJ | M | N | NJ | O | P | R | S | Š | T | U | V | Z | Ž |
| velké: malé:      | a | b | c | č | ć | d | dž | đ | e | f | g | h | i | j | k | l | lj | m | n | nj | o | p | r | s | š | t | u | v | z | ž |
| srbský ekvivalent | А | Б | Ц | Ч | Ћ | Д | Џ  | Ђ | Е | Ф | Г | Х | И | Ј | К | Л | Љ  | М | Н | Њ  | О | П | Р | С | Ш | Т | У | В | З | Ж |
| srbský ekvivalent | а | б | ц | ч | ћ | д | џ  | ђ | е | ф | г | х | и | ј | к | л | љ  | м | н | њ  | о | п | р | с | ш | т | у | в | з | ж |

Pořadí srbské cyrilice je následující: А а Б б В в Г г Д д Ђ ђ Е е Ж ж З з И и Ј ј К к Л л Љ љ М м Н н Њ њ О о П п Р р С с Т т Ћ ћ У у Ф ф Х х Ц ц Ч ч Џ џ Ш ш
Na rozdíl od makedonštiny a bulharštiny srbochorvatština rozlišuje délku samohlásek, ne však v písmu. Má také melodický (stoupavý a klesavý) přízvuk.
Českému slabikotvornému L odpovídá v srbochorvatštině U (vuk = vlk). Na konci slabik se L mění v O (kupio = koupil).

## Gramatika
Na rozdíl od češtiny se v srbochorvatštině zachovaly jednoduché minulé časy (aorist a imperfektum).

## Slovní zásoba

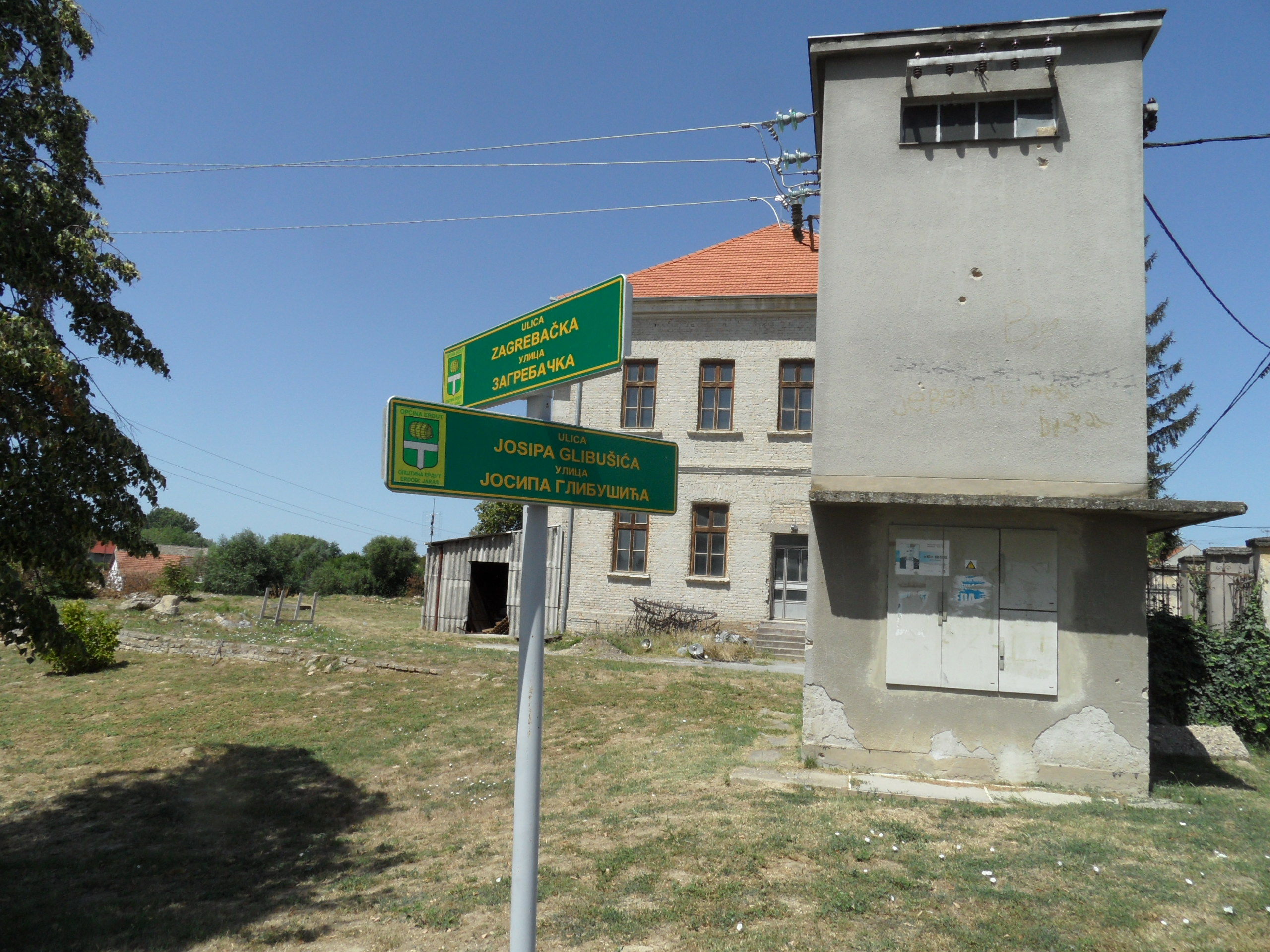
Dvojjazyčná chorvatsko-srbská cedule ve vsi Dalj

Odchylky v slovní zásobě jsou způsobeny tím, že chorvatština, stejně jako čeština, je puristický jazyk (nahrazuje výpůjčky neologismy), zatímco srbština, stejně jako polština, není. Příkladem může být chorvatský zemljopis (zeměpis) vs. srbská geografija (geografie). Srbština nemá problém přejímat cizí slova a běžně je používat, a to nejen ze západoevropských jazyků, ale paradoxně i z chorvatštiny samé. Kromě toho se řada regionálních variant objevuje také i v Bosně a Hercegovině, či Černé Hoře.
V morfologii je několik odchylek. Studentka se srbsky řekne studentkinja, zatímco chorvatsky studentica, profesorka se srbsky řekne profesorka, zatímco chorvatsky profesorica. Chorvatština (v srbochorvatské terminologii „západní varianta“) má sklony tíhnout ke germanismům a používat některá slova latinského původu, zatímco srbština („východní varianta“) používá řadu turcismů a slov původu řeckého, hlavně díky náboženským a kulturním odlišnostem.
Příklad: Kuchyňská sůl je sloučenina sodíku a chlóru.
Kuhinjska sol je spoj natrija i klora. (chorvatsky)
Kuhinjska so je jedinjenje natrijuma i hlora. (srbsky)
Kuhinjska so je spoj natrija i hlora. (srbsky)
Srbochorvatština převzala řadu slov z turečtiny a přes ni zprostředkovaně i z arabštiny a perštiny; je to důsledek dlouhodobé turecké nadvlády nad Balkánem. V menší míře je slovní zásoba ovlivněna též němčinou, maďarštinou a řečtinou.

## Vzorový text

### Otčenáš (modlitba Páně)
Oče naš, koji jesi na nebesima,
sveti se ime tvoje.
Dođi kraljevstvo Tvoje.
budi volja Tvoja,
kako na nebu tako i na zemlji.
Kruh naš svagdanji daj nam danas.
il nestri pan cotidian,
I otpusti nam duge naše,
Kako i mi otpuštamo
dužnicima našim.
I ne uvedi nas u napast,
nego izbavi nas od zla. Amen.

### Všeobecná deklarace lidských práv
| srbsky      | Sva ljudska bića rađaju se slobodna i jednaka u dostojanstvu i pravima. Ona su obdarena razumom i svešću i treba jedni prema drugima da postupaju u duhu bratstva.   |
| chorvatsky  | Sva ljudska bića rađaju se slobodna i jednaka u dostojanstvu i pravima. Ona su obdarena razumom i sviješću i trebaju jedna prema drugima postupati u duhu bratstva.  |
| bosensky    | Sva ljudska bića rađaju se slobodna i jednaka u dostojanstvu i pravima. Ona su obdarena razumom i sviješću i treba da jedno prema drugome postupaju u duhu bratstva. |
| černohorsky | Sva ljudska bića rađaju se slobodna i jednaka u dostojanstvu i pravima. Ona su obdarena razumom i savješću i jedni prema drugima treba da postupaju u duhu bratstva. |
| česky       | Všichni lidé se rodí svobodní a sobě rovní co do důstojnosti a práv. Jsou nadáni rozumem a svědomím a mají spolu jednat v duchu bratrství.                           |

### Všeobecná deklarace lidských práv (cyrilice)
| srbsky      | Cвa људскa бићa рaђajу сe слoбoднa и jeднaкa у дoстojaнству и прaвимa. Oнa су oбдaрeнa рaзумoм и свeшћу и трeбa jeдни прeмa другимa дa пoступajу у духу брaтствa.   |
| bosensky    | Cвa љyдскa бићa paђajy сe слoбoднa и jeднaкa y дoстojaнствy и пpaвимa. Oнa сy oбдapeнa paзyмoм и свиjeшћy и тpeбa дa jeднo пpeмa дpyгoмe пoстyпajy y дyхy бpaтствa. |
| černohorsky | Сва људска бића рађају се слободна и једнака у достојанству и правима. Она су обдарена разумом и савјешћу и једни према другима треба да поступају у духу братства. |
| česky       | Všichni lidé se rodí svobodní a sobě rovní co do důstojnosti a práv. Jsou nadáni rozumem a svědomím a mají spolu jednat v duchu bratrství.                          |

## Zajímavosti

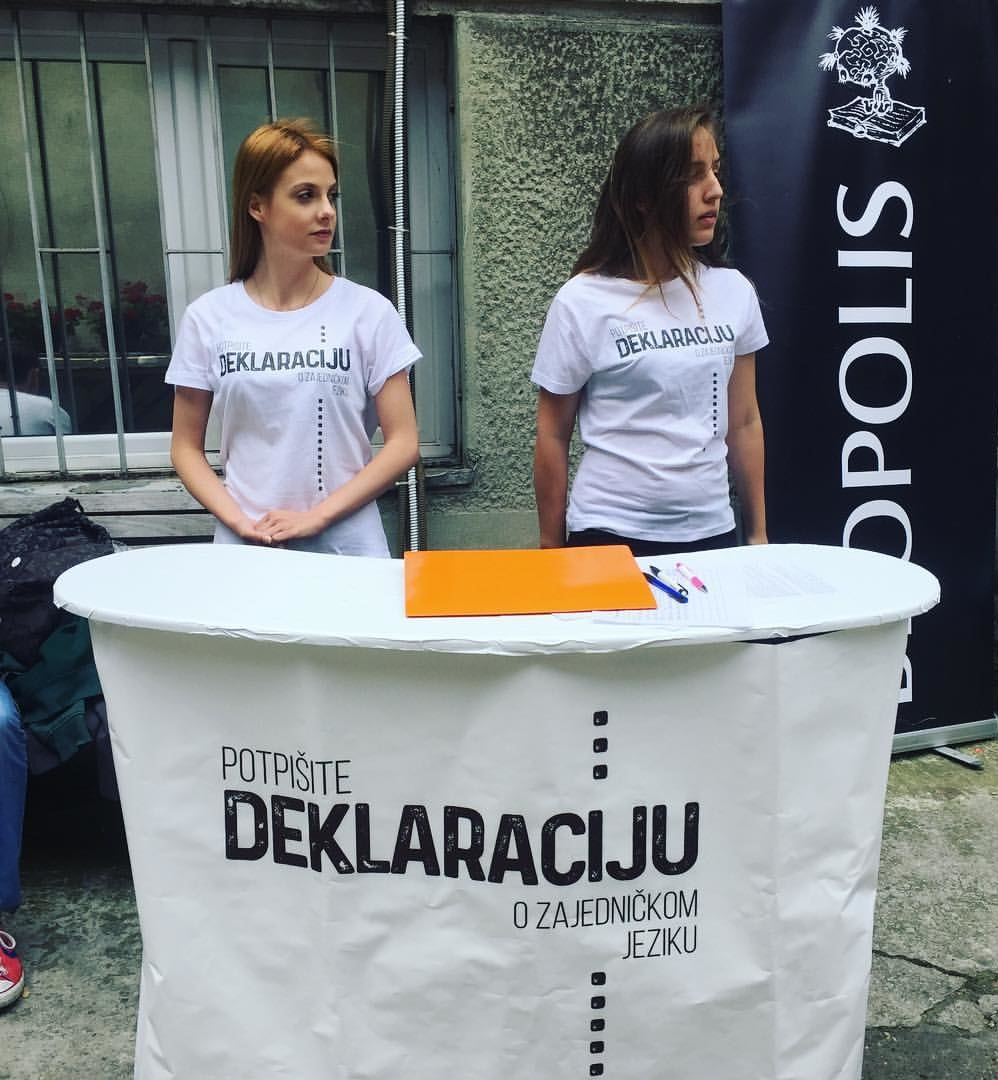
Sběr podpisů pod deklaraci

- Rádio Svobodná Evropa/Rádio Svoboda (RSE/RS) vysílá mj. v jazyce, který nazývá jihoslovanština, jižní slovanština, angl. South Slavic.[28][29][30]
- Devadesát procent v Srbsku odvysílaných kreslených filmů pro děti je namluveno chorvatsky, protože dabing do srbštiny stojí od osmi do patnácti eur za minutu. Srbské děti tudíž mluví místo srbsky chorvatsky.[31]
- Město Vídeň má webové stránky v jazykové mutaci "bosensky/chorvatsky/srbsky" (bosanski/hrvatski/srpski).[32]
- Srbská vláda plánuje zavést daňové úlevy pro veřejné instituce a firmy, které používají cyrilici.[33]
- Televizní společnost Al-Džazíra Balkán (angl. Al Jazeera Balkans, AJB) sídlící v bosenském Sarajevu vysílá dle rodného jazyka redaktora v bosenštině, chorvatštině a srbštině.[34][35][36]
- Hudební kanál MTV Adria vysílá pro Bosnu a Hercegovinu, Černou Horu, Chorvatsko, Severní Makedonii, Slovinsko a Srbsko.
- V chorvatské Východní Slavonii se v létě 2013 v souvislosti se vstupem Chorvatska do EU a dodržováním Evropské charty regionálních či menšinových jazyků objevily dvojjazyčné chorvatsko-srbské nápisy (resp. vedle nápisů v latince i nápisy v cyrilici).[37][38]
- V roce 2017 byla vydána Deklarace o společném jazyku, kde více než 200 intelektuálů z Chorvatska, Bosny, Černé Hory a Srbska prohlásilo, že užívají společný spisovný jazyk